# Ana Cristina Oliveira
Ana Cristina de Oliveira (Lisboa, 24 de julio de 1973) es una modelo y actriz portuguesa.

## Carrera
Ana nació en Lisboa, Portugal. Su padre trabajaba en la industria de la radio en Lisboa y su madre trabajaba en un teatro en la misma ciudad. En 2003 se trasladó a los Estados Unidos. En 2006 ganó el premio Prix d'interpretation Janine Bazin en la categoría "mejor actriz" en el Festival de Cine de  Entrevues Belfort por su participación en la película Two Drifters. Logró reconocimiento internacional por su participación en la película Taxi y en la serie de televisión CSI: Miami. La actriz aparece en el vídeoclip de la canción "The Only Thing That Looks Good on Me Is You" del popular músico canadiense Bryan Adams, y el de la canción "Can't Change Me" de Chris Cornell.

## Filmografía

### Cine
- 1991: Ao Fim da Noite (como extra, mujer en una discoteca)
- 1999: Molly (como Fiona)
- 2002: Amore con la S maiuscola (como Isabel)
- 2004: Tudo Isto É Fado (como Lia)
- 2004: Taxi (como ladrona pelirroja brasilera)
- 2005: Two Drifters/Odete (como Odete)
- 2006: Miami Vice (como la moza Rita)
- 2006: Dot.com
- 2006: The Craving Heart (como mujer en un funeral)
- 2007: Equal you
- 2010: Backlight (como recepcionista de motel)
- 2011: O Cônsul de Bordéus (como Clara Almeida)
- 2018: Carga (como Sveta)

### Televisión
- 2000: Wonderland (como Aurora)
- 2000: Felicity (como Brigette Pastercheck)
- 2006: CSI: Miami (como Rita Davis)
- 2011: Tempo Final (como Mariana)
- 2017: A Impostora (como Rita Nogueira)
- 2018: Onde Está Elisa? (como Francisca)
- 2018: Verão M (como Rosário Bettencourt)
- 2019: Teorias da Conspiração (como Anabela)
- 2019: Valor da Vida (como Joana)
- 2019: Prisioneira (como Letícia Drummond)

## Premios y reconocimientos
| Año  | Premio                  | Categoría    | Trabajo      | Resultado  |
| ---- | ----------------------- | ------------ | ------------ | ---------- |
| 2006 | Golden Globe (Portugal) | Mejor actriz | Two Drifters | Nominación |